# Randy Miller
Randy Miller (9 de fevereiro de 1971 - 5 de novembro de 2010) foi um músico e baterista norte-americano. Participou da banda The Myriad.
Miller foi diagnosticado com condrossarcoma mesenquimal, uma forma de câncer ósseo, em 2008, no mesmo ano em que With Arrows, With Poise foi lançado. Passou por tratamentos, incluindo quimioterapia, e sua condição melhorou o suficiente para que ele pudesse fazer uma turnê com o The Myriad durante o outono de 2009.

## Morte
Randy Miller morreu em casa em Redding, Califórnia, em 5 de novembro de 2010, aos 39 anos. Deixa sua esposa, Kristyn Miller, e seus dois filhos.